# Joanna Wiśniewska
Joanna Wiśniewska (Wrocław, 24 mei 1972) is een atleet uit Polen.
Op de Olympische Zomerspelen van Athene in 2004 werd Wiśniewska negende op het onderdeel discuswerpen. Op de Olympische Zomerspelen van Beijing in 2008 haalde ze de finale niet, en bleef ze met 59.40 meter steken in de kwalificatieronde.
Op de Europese kampioenschappen atletiek 2010 werd Wiśniewska derde.

## Persoonlijke records
Outdoor
| Onderdeel    | Prestatie | Plaats                  | Datum      |
| ------------ | --------- | ----------------------- | ---------- |
| Discus Throw | 63.97     | Palma de Mallorca (ESP) | 12.07.1999 |

bijgewerkt september 2021
- World Athletics: 14294644